# Еропкин, Дмитрий Иванович
Дми́трий Ива́нович Еропки́н (16 (29) августа 1908, станция Горская близ Санкт-Петербурга — 20 января 1938, Грязовец) — советский астрофизик.
Отец — статский советник Иван Иванович Еропкин, дворянин из рода Еропкиных, одной из ветвей Рюриковичей. Мать — Зинаида Дмитриевна Завилишина, врач, дочь декабриста Д. И. Завалишина. В 1924—1929 году учился на астрономическом отделении физико-математического факультета Ленинградского университета. В 1927 и 1928 годах проходил практику при Ташкентской обсерватории.
После окончания университета в 1929 году был зачислен сверхштатным сотрудником Астрономического института. В 1930 году поступил в аспирантуру при Пулковской обсерватории. До 1936 года работал в Пулковской обсерватории. В 1930—1936 годах также занимал должность учёного секретаря «Комиссии по исследованию Солнца».
4 декабря 1936 года арестован в связи с «пулковским делом». 25 мая 1937 года приговорён к 10 годам тюремного заключения с поражением в политических правах на 5 лет и с конфискацией имущества. Во время отбывания наказания в Грязовецкой тюрьме повторно судим Особой тройкой НКВД «за систематическую контрреволюционную троцкистскую фашистскую агитацию среди заключённых», приговорён к расстрелу и расстрелян 20 января 1938 года. Реабилитирован в 1955 году.
Работы относятся к физике Солнца, физике земной и планетных атмосфер, солнечно-земным связям. Изучал содержание озона в земной атмосфере, полярные сияния и зодиакальный свет. Принимал участие в арктической экспедиции на Землю Франца-Иосифа (1932). Ещё в 1933-1934 годах высказал мнение, что с удалением от Солнца и с ослаблением его радиации в атмосферах планет должно быть относительно больше сложных молекул. Поставил вопрос об обнаружении кислорода в атмосфере Марса по наблюдению в ней полос поглощения озона. Участвовал в наблюдении полного солнечного затмения 19 июня 1936 года.

## Научные труды
- Eropkin, D. J. Ozon in den Planetenatmosphären. Die Naturwissenschaften, Volume 21, Issue 11, pp. 221—222
- Eropkin, D. J. Über die Extinktion des Lichtes in der Jupiteratmosphäre. Mit 4 Abbildungen. (Eingegangen am 29. Juni 1931)
- Eropkin, D., Okunev, B. Über den kurzperiodischen δ Cephei-Stern SW Aquarii. Astronomische Nachrichten, volume 240, p. 89
- Eropkin, D. Occultations d'étoiles par la Lune. Journal des Observateurs. Vol. 12, p. 100
- Eropkin, D. J. Über die Strahlenbrechung an der Grenze von bewegten Medien. Zeitschrift für Physik, Volume 58, Issue 3-4, pp. 268—272
- Еропкин Д. И. Первая всесоюзная конференция по изучению Солнца и солнечной энергии // Природа, 1931, № 8, с.810-813.
- Еропкин Д. И. Солнце и стратосфера (неизданная книга)